# Psilopa mentita
Psilopa mentita är en tvåvingeart som beskrevs av Cresson 1925. Psilopa mentita ingår i släktet Psilopa och familjen vattenflugor. Inga underarter finns listade i Catalogue of Life.